# Australoactina costata
Australoactina costata är en tvåvingeart som först beskrevs av White 1914.  Australoactina costata ingår i släktet Australoactina och familjen vapenflugor. Inga underarter finns listade i Catalogue of Life.